# Pseuduvaria rugosa
Pseuduvaria rugosa là loài thực vật có hoa thuộc họ Na. Loài này được Carl Ludwig Blume miêu tả khoa học đầu tiên năm 1825 dưới danh pháp Uvaria rugosa. Năm 1915 Elmer Drew Merrill chuyển nó sang chi Pseuduvaria.

## Phân bố
Loài này có trong khu vực từ Đông Dương đến Tây Malesia, bao gồm Java, Lào, quần đảo Sunda Nhỏ, Malaysia bán đảo, Myanmar, quần đảo Nicobar, Sumatra, Thái Lan.